# Ichiro Ogimura

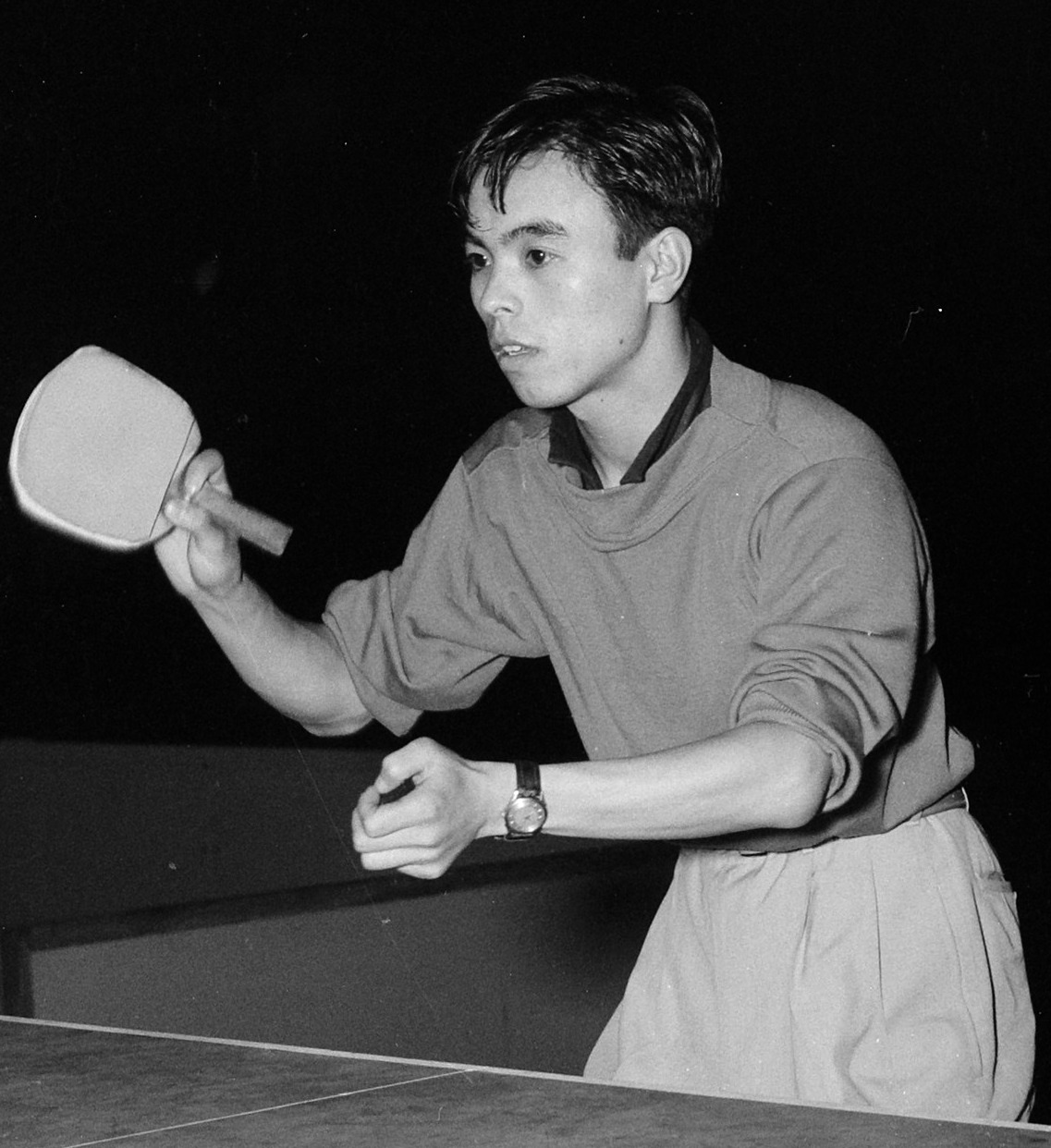
Ichiro Ogimura in 1955

Ichiro Ogimura (荻村 伊智朗) (Ito (Shizuoka), 25 juni 1932 – Tokio, 5 december 1994) was een Japans tafeltennisser. Hij werd in 1954 en 1956 wereldkampioen enkelspel. In 1997 werd hij opgenomen in de ITTF Hall of Fame.

## Carrière
Twee jaar nadat Hiroji Satō de allereerste Japanse wereldkampioen enkelspel werd, volgde Ogimura hem op. Voor het Japanse tafeltennis bleek een gouden tijd aangebroken, want niet alleen won hij het WK enkelspel twee jaar later in eigen land opnieuw, de andere twee wereldtitels tussen 1954 en 1957 waren voor zijn landgenoot Toshio Tanaka. Ogimura en Tanaka stonden in 1956 en 1957 zelfs tegenover elkaar in de finale. Daarnaast haalden Tomi Ōkawa (1956), Fujie Eguchi (1957) en Kimiyo Matsuzaki (1959 en 1963) de eerste Japanse wereldtitels binnen in het enkelspel voor vrouwen.
Behalve de twee in het enkelspel, won Ogimura nog tien wereldtitels. In zowel 1956 als 1959 werd hij wereldkampioen dubbelspel, eerst samen met Yoshio Tomita en drie jaar later met Teruo Murakami. In 1957, 1959 (beide met Fujie Eguchi) en 1961 (met Kimiyo Matsuzaki) volgden wereldtitels in het gemengd dubbel. Ogimura maakte daarnaast vijf keer deel uit van een Japanse ploeg die wereldkampioen werd in het toernooi voor landenteams.
Ogimura was eerst acht jaar vicepresident toen hij in 1987 benoemd werd tot (de derde) voorzitter van de ITTF. Hij bekleedde de functie tot aan zijn dood, zeven jaar later. Daarvoor was de Japanner onder meer bondscoach van Zweden.

## Erelijst
Belangrijkste resultaten:
- Wereldkampioen enkelspel 1954 en 1965, verliezend finalist in 1957
- Wereldkampioen dubbelspel 1956 (met Yoshio Tomita) en 1959 (met Teruo Murakami), verliezend finalist in 1957 (met Toshio Tanaka)
- Wereldkampioen gemengd dubbel 1957, 1959 (beide met Fujie Eguchi) en 1961 (met Kimiyo Matsuzaki)
- Winnaar WK landenploegen 1954, 1955, 1956, 1957 en 1959, verliezend finalist in 1961, 1963 en 1965 (driemaal tegen China)
- Winnaar Aziatische Kampioenschappen 1960 enkelspel, dubbelspel, gemengd dubbel en met de Japanse ploeg
- Winnaar Aziatische Spelen gemengd dubbel 1958 en 1962